# 괴산 보안사 삼층석탑
괴산 보안사 삼층석탑(槐山 寶安寺 三層石塔)은 충청북도 괴산군 청안면에 있는 고려시대의 석탑이다. 단층기단위에 3층 탑신부, 노반으로 구성된 석탑으로 특히 1층 탑신에 감실이 조각되어 있는 고려 중기의 석탑이다. 2000년 2월 15일 국가지정문화재(보물) 지정예고를 거쳐, 2000년 8월 4일 대한민국의 보물 제1299호로 지정되었다.

## 개요
현재 민가의 담장 안에 위치하고 있는데, 도괴된 탑을 1957년경 마을 사람들이 부재들을 모아 복원하였다고 한다. 석탑은 단층기단위에 세운 3층석탑으로 현존 높이는 대략 3.58m이며, 전체적으로 탑신이 1층에 비해 2,3층이 크게 체감된 형태이다.
석탑 기단은 지대석 위에 남북면에서 양 우주가 모각된 4매의 면석으로 단층기단부를 형성하고 그 위에 갑석을 올려놓았는데 갑석은 별도의 조각이나 장식은 없다.
탑신과 옥개석은 각 1매의 석재로 조립하였는데, 1층 탑신의 남쪽면 중앙에 12cm×9cm 크기의 방형감실을 조성하였다.
탑의 지붕돌인 옥개석의 낙수면은 완만하고 둔탁한 느낌을 주며 전각에 이르러 약간 반전을 보이고 있다.
옥개받침은 1층 3단, 2·3층 2단으로 조출되었고, 옥개석 상부에 각형1단의 탑신괴임이 조출되어 있고, 상륜부에는 노반석이 남아 있다.
석탑의 각 부재는 비교적 완전하게 남아있으나 남서쪽 옥개석 모서리 및 동쪽 탑신 일부 부재가 떨어져 나간 상태이다.
전체적으로 비례가 잘 어울리지 않는 석탑의 체감율 및 옥개받침의 약식화 등 석재의 조각 수법 등은 고려 중기에 조성된 석탑의 양식을 잘 보이고 있다.
석탑에 대해서는 《조선보물고적답사자료》에 언급되어 있고, 1967년 단국대학교 박물관에서 발간한 《괴산지구고적조사보고서》에 상세한 조사 내용이 실려있다.
고려시대 건립된 석탑 중 1층 탑신에 감실이 조성된 예로는 월정사 8각9층석탑(국보 제17호)과 경북 의성 빙산사지 오층석탑(보물 제327호), 경기도 안성 보인사지 오층석탑, 강원도 강릉 신복사지 오층석탑 등 소수의 예에 불과한 점을 볼 때 보안사 삼층석탑에 새겨진 감실이 지닌 가치를 알 수 있다.
1층 탑신에 감실이 조성된 고려시대 석탑은 드문 편이며 그 가치가 대단히 중요하다.

## 참고 자료
- 괴산 보안사 삼층석탑 - 국가유산청 국가유산포털